# リリアン・H・スミス
リリアン・ヘレナ・スミス（Lillian Helena Smith, 1887年3月17日 - 1983年1月5日
）は大英帝国初の児童図書館員である。スミスはキャリアを通じて、カナダのトロント公共図書館、学校、子ども病院に子どもたちの場所とサービスを確立した。
スミスはまた、1990年代後半までトロント公共図書館で使われた児童資料の分類システム作成に寄与した。スミスの名前を冠したリリアン・H・スミストロント公共図書館分館が1995年に開館した。

## 幼少期と教育
1887年3月17日、スミスはオンタリオ州のロンドンで生まれた。スミスの母はオルガン奏者でありピアノ奏者で、父はメソジスト派の牧師だった。スミスは4人兄弟の末っ子だった。スミスは幼少から本と読書に大いに関心を持っていた。
スミスはトロント大学ヴィクトリア・カレッジで高等教育を受け、さらにピッツバーグ・カーネギー図書館で児童図書館員養成学校を修了した。

## 経歴
スミスの図書館のキャリアは1911年にニューヨーク公共図書館で始まった。スミスはアン・キャロル・ムーアのもとで経験を積み、ワシントンハイツ分館の児童室を任された。

### トロント公共図書館での仕事
1912年、スミスはトロント公共図書館長のジョージ・H・ロックに児童サービス部門の責任者として招聘された。はじめ、スミスは中央図書館で児童資料の蔵書を拡大し改善した。スミスは学校を訪問し、学級で本を読み、図書館を宣伝した。スミスはまた、地域の集まりや本の展示を通して子どものリテラシーの重要さを説いた。スミスは図書館組織全体の研修と他の児童図書館員の専門的能力開発を継続的に組織し、統括した。スミスはトロント公共図書館の児童図書館員だけでなく、他の図書館の職員も研修できるような組織を発案し、1939年、カナダ児童図書館員協会が発足した。1952年までに、スミスのリーダーシップのもとで、児童図書館サービスは指定の児童室を持つ16の分館と、30の小学校と子ども病院の児童図書室に拡大した。

### 少年少女の家
1912年からお話の時間がさまざまな分館の児童室で始まり、利用者から人気を博した一方、1921年の時点ではこれらの部屋の混雑が問題になった。その翌年の1922年、図書館はセント・ジョージ通り40番地の参考図書館に隣接した土地を購入し、家を改装して「少年少女の家」と呼ばれる独立した児童図書館を作った。

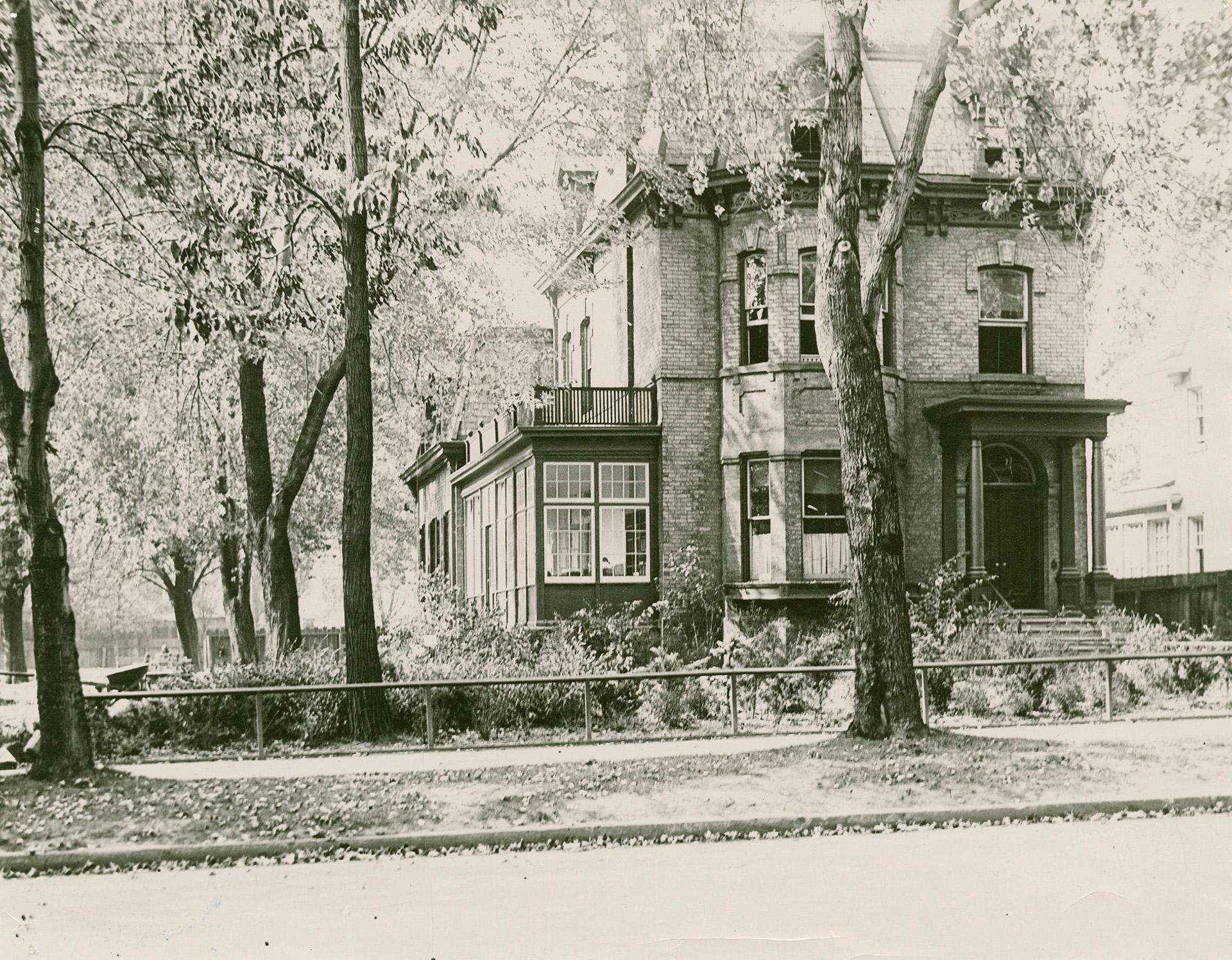
最初の少年少女の家, 聖ジョージ通り40番地

新しい建物には、貸出図書館、読書室、お話の時間の部屋、クラブルーム、少年少女のための特別コレクションと高校の参考図書館が含まれていた。1928年、劇場とお話の時間専用の部屋が増築された。1946年のトロント図書館協議会の年次報告では、少年少女の家ではその1年間に955回のお話の時間が開かれ、60の芝居、大人向けの児童書についての講演が59回開催された。

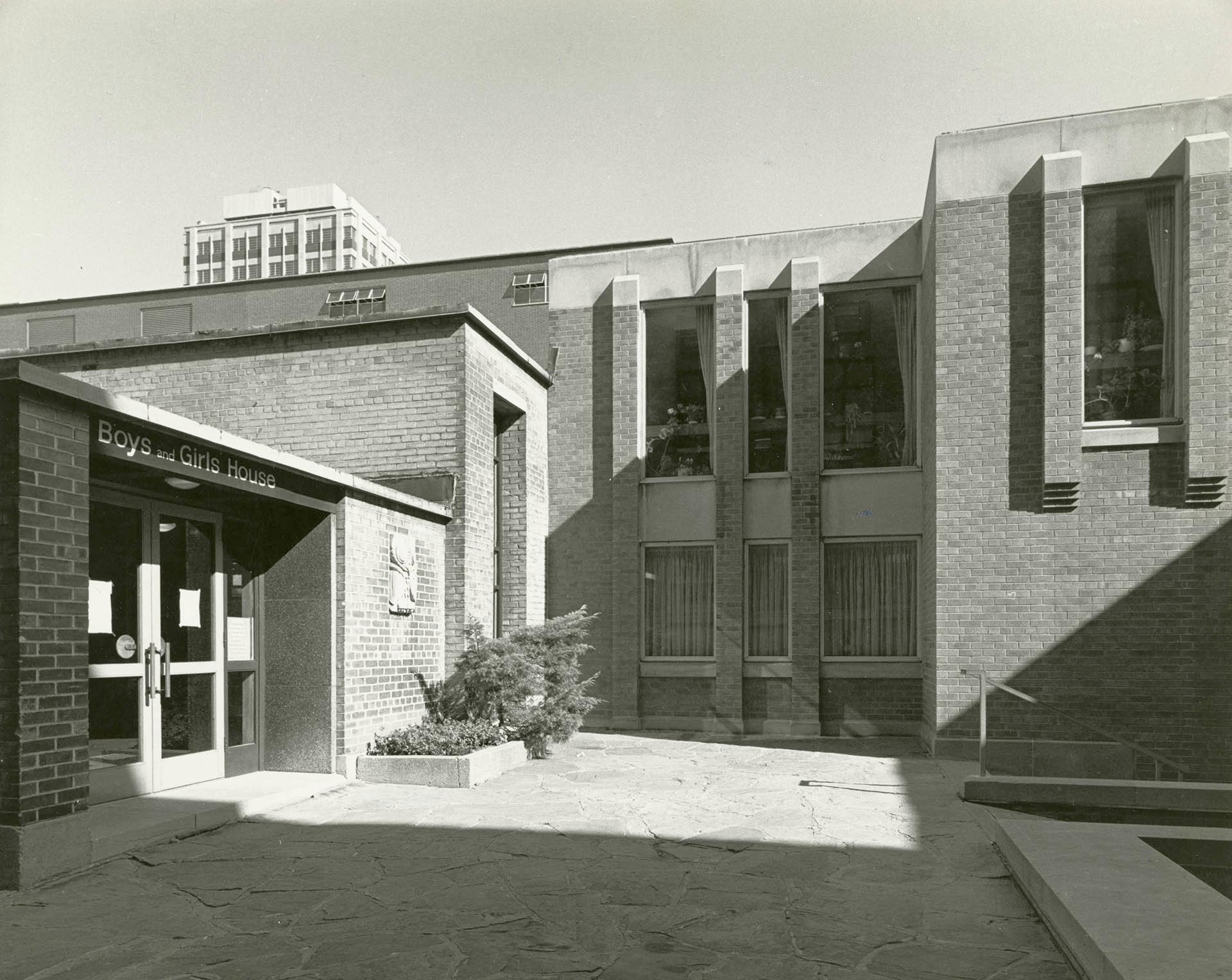
新しい少年少女の家、1964年開館

1962年、少年少女の家は老朽化によりこれ以上使用できないと考えられたため、新しい図書館施設の建設が計画された。4月22日、建物の利用終了を記念しお別れ会が開催された。その年の8月、少年少女の家は取り壊され、9月に新しい建物の建設が始まった。1964年5月に新しい施設が開館した。

## オズボーン・コレクション
1949年、イギリスの図書館員エドガー・オズボーンからイギリス児童文学のコレクションが寄贈された。これは、「オズボーン・コレクション」と呼ばれる1566年から1910年に出版されたイギリスの児童書だった。エドガー・オズボーンはスミスやトロント公共図書館の児童サービスの活動を高く評価し、またトロント公共図書館が寄贈にあたっての要件を飲んだことで、この寄贈は実現した。
オズボーン・コレクションはトロント公共図書館に受け入れられた後も新しい児童書を加えていくことになったが、1911年以降の蔵書は「リリアン・H・スミスコレクション」として、英米の児童書を収集している。「リリアン・H・スミスコレクション」はトロント公共図書館児童図書館開設50周年を記念して創設された。

### スミスの分類システム
1930年の夏、トロント児童図書館の蔵書の配置はデューイ十進分類法から、利用する子どもの興味やニーズに沿ってアレンジされた配置に変更された。
トロント公共図書館は1909年にデューイ十進分類法を採用したものの、この分類法は数字に基づいており、児童資料よりも一般向けの資料に向いていた。スミスとその同僚は子どもがデューイの分類を使いこなすのは難しいことに気付いた。
リリアン・H・スミス分類法として知られるこの新しい分類は、数字ではなくアルファベットに基づいている。この分類法は知的レベルでわかれており、X-Zは就学前のレベル、A-Vは中学から高校レベル、Wは高校レベルである。この新しい分類は単純だったため、棚での所在を案内するカード目録はシンプルな書架リストに置き換えられた。
この分類システムは以下のカテゴリから構成されている。
| 記号 | テーマ |
| ---- | --- |
| X    | 絵本 |
| Z    | 知識の絵本 |
| A    | おとぎ話 |
| B    | 伝説 |
| C    | 神話 |
| D    | 英雄の叙事詩（ペルセウス、ジークフリート、クー・フーリン、ロスタム、アーサー王などの一連の物語が蓄積され、文学的な形を与えられた英雄たち） |
| E    | 探検 |
| F    | 伝記 |
| G    | 歴史 |
| H    | 地理と情勢 |
| K    | 自然史 |
| L    | 科学 |
| N    | 実用科学（全ての応用科学と産業が含まれる）                                                                                                 |
| O    | 工芸・趣味 |
| P    | 芸術 |
| Q    | 音楽 |
| R    | 演劇 |
| S    | 詩 |
| T    | 聖書 |
| W    | 一般文芸（ディケンズ、スコット、サッカレー等の一般的な作家の著作）                                                                         |

この分類システムは1990年代までトロント公共図書館の児童サービスで維持された。1990年代に図書館はデューイ十進分類法に変更したが、児童向けの絵本ではXとZの分類が使われ続けた。

## 晩年

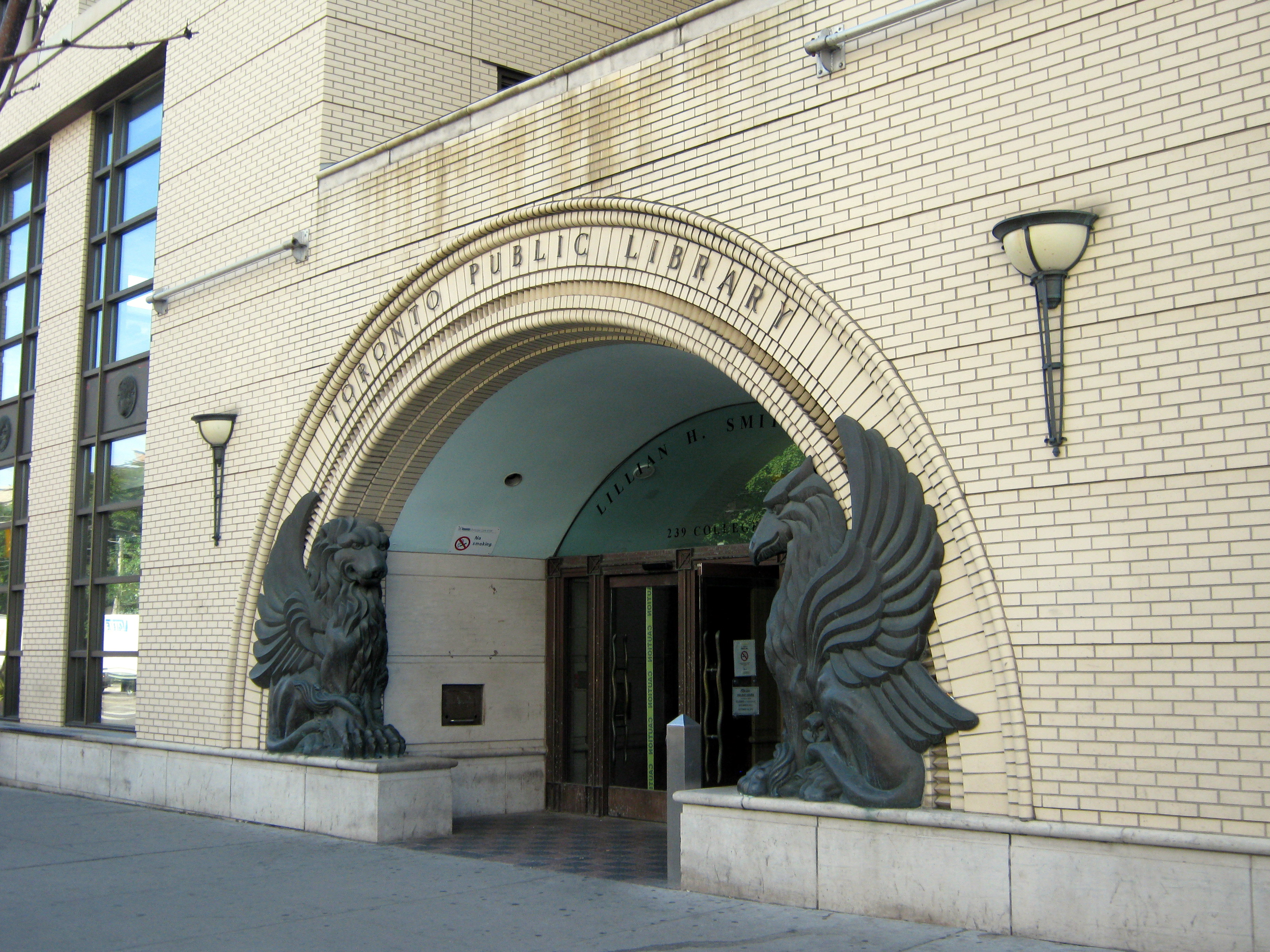
トロント公共図書館のリリアン・H・スミス分館

スミスはトロントの児童図書館の貸出冊数が200万冊を超えた1952年に退職した。スミスの退職を記念して、カナダ児童図書館員協会から記念誌が発行された。
1952年にキャリアを終えるまで、スミスはトロントの図書館や学校、子ども病院にたくさんの子どもの場所を作り続けた。図書館員としてのキャリアとは別に、スミスは教員で、作家でもあった。スミスはトロントの図書館で児童文学を所蔵するためのガイドラインを作成した。1953年、スミスはアメリカ図書館協会の依頼を受けて『児童文学論』を出版した。
『児童文学論』はカナダの図書館員だけでなく、日本の児童書の書き手や図書館員にも影響を与えた。日本では石井桃子、瀬田貞二、渡辺茂男の3人が『児童文学論』を翻訳した。児童文学の質的な指針を求めてISUMI会という児童書の学習会を行なっていた石井、瀬田、渡辺は、『児童文学論』にその基準を見出した。
1983年1月5日、スミスはオンタリオ州トロントで亡くなった。

## 受賞及び顕彰
1962年、スミスはクラレンス・デイ賞を受賞した。
1995年、少年少女の家はヒューロン通りのカレッジ通り239番地の新しい場所に移転し、スミスを称えリリアン・H・スミス分館と名前を改めた。この分館は児童図書館専用ではなく、トロントの一般的な図書館分館になっている。